# Сушков, Сергей Петрович
Сергей Петрович Сушков (15 (27) января 1816 — 5 (17) февраля 1893) — автор сочинений по церковным и богословским вопросам. Действительный статский советник (1875).

## Биография
Сын Петра Васильевича Сушкова (1783—1855), в 1833 г. вышедшего в отставку с должности директора Оренбургского таможенного округа, и жены его Дарьи Ивановны (1790—1817), урожд. Пашковой. Внук симбирского губернатора Василия Сушкова и его жены Марии Васильевны. Старший брат Д. П. Сушкова, двоюродный брат П. В. Долгорукова.
По окончании курса в Михайловском артиллерийском училище, служил на Кавказе, где был ранен в голову — за отличие в делах был награждён несколькими орденами и переведён в гвардейскую артиллерию; в 1842 году вышел в отставку, но во время Восточной войны 1855 года командовал Подольской дружиной московского ополчения. Вновь выйдя в отставку, в 1857 году уехал в Париж, принимал большое участие в издававшемся протоиереем Васильевым и аббатом, сделавшимся впоследствии православным священником, Владимиром Гетте журнале «L’union Chrétienne» (Христианское Единение) и написал несколько брошюр, направленных против учения римской церкви.

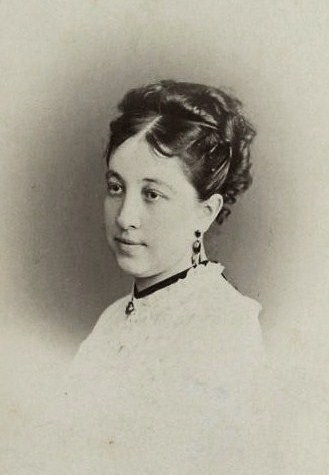
Юлия Гавриловна

В 1861 году ему было поручено послом П. Д. Киселёвым наблюдать за постройкой посольской русской церкви в Париже. По возвращении в 1862 году в Россию С. П. Сушков поступил, по приглашению обер-прокурора синода Ахматова, на службу по духовному ведомству и написал: «Об училищах для детей лиц духовного звания» и «О нововведениях кн. Кузы в румынской церкви». В 1869 году Сушков вновь вышел в отставку, а 1873 году поступил на службу в главное управление по делам печати, где составлял письменные обозрения русских газет и журналов. В 1874—1881 годах состоял главным редактором «Правительственного Вестника».
После очередного выхода в отставку издал биографию своей сестры Евдокии Ростопчиной и её сочинения. В них, в частности, он писал: «От зимы с 1836 г. на 1837 г. сохранились в моей памяти неизгладимые воспоминания о происходивших нередко у Ростопчиной обедах, на которые собирались Жуковский, Пушкин, кн. Вяземский, А. И. Тургенев». Его сочинение «Против лжеучения о вселенском главенстве римской церкви» (СПб., 1891) было удостоено академией наук премии митрополита Макария.
Похоронен на Новодевичьем кладбище в Санкт-Петербурге. От брака с Юлией Гавриловной Арсеньевой (1838—1883), сестрой генерала Д. Г. Арсеньева, имел сына Бориса (1870) и дочь Софью (1872).